# Gordana Silianovska-Davkova
Gordana Silianovska-Davkova (en macedonio: Гордана Силјановска-Давкова; Ohrid, 11 de mayo de 1953) es una abogada y profesora macedonia. Es la actual presidenta de Macedonia del Norte desde el 12 de mayo de 2024, es la sexta persona en gobernar el país y la primera mujer en el cargo.

## Biografía
Gordana Silianovska-Davkova nació el 11 de mayo de 1953 en Ohrid, Yugoslavia (ahora Macedonia del Norte). Completó su educación primaria y secundaria en Skopje. Se graduó de la Facultad de Derecho de la  Universidad Santos Cirilo y Metodio de Skopie en 1978, donde también obtuvo su maestría. Obtuvo su doctorado en la Universidad de Liubliana.
Fue elegida Profesora Adjunta de Sistema Político en la Facultad de Derecho de Skopie (1989) y Profesora Asociada de Derecho Constitucional y Sistema Político (1994). Se convirtió en profesora titular en 2004. Fue miembro de la Comisión Constitucional de la Asamblea de la República de Macedonia (1990-1992) y ministra sin cartera en el primer Gabinete de Branko Crvenkovski (1992-1994). Experto de la ONU y vicepresidente del Grupo Independiente de Autogobierno Local del Consejo de Europa. También se ha desempeñado como miembro de la Comisión de Venecia. Es autora de cientos de artículos científicos sobre derecho constitucional y sistema político.
En el período 2017-2018, como figura pública, se opuso a la aprobación de la ley de extensión del idioma albanés. En la conferencia del VMRO-DPMNE en Struga fue nominada candidata del partido para las elecciones presidenciales de 2019. Después de su nominación, prometió que si ganaba, iniciaría un segundo referéndum y devolvería el antiguo nombre al país. Fue derrotada por Stevo Pendarovski. 
Se postuló nuevamente a la presidencia en 2024, obteniendo el primer lugar en la primera vuelta con el 41.20% de los votos, dejando en segundo lugar al presidente de turno Stevo Pendarovski, quien obtuvo el 20.48%, pero al obtener menos del 50%, se debió realizar una segunda vuelta entre ella y Pendarovski, la cual tuvo lugar el día 8 de mayo de 2024. En la segunda vuelta, Siljanovska-Davkova obtuvo el 69.01% de los sufragios, derrotando a Pendarovski (que obtendría apenas el 30%) y convirtiéndose en presidenta electa, tomó posesión el 12 de mayo de 2024, siendo la primera mujer en la historia de Macedonia del Norte en llegar a la presidencia.